# Pneumatopteris comorensis
Pneumatopteris comorensis är en kärrbräkenväxtart som beskrevs av Holtt. Pneumatopteris comorensis ingår i släktet Pneumatopteris och familjen Thelypteridaceae. Inga underarter finns listade.